# Яшовець
Яшовець (пол. Jaszowiec) — річка в Польщі, у Цешинському повіті Сілезького воєводства. Права притока Вісли, (басейн Балтійського моря).

## Опис
Довжина річки 3,21 км, найкоротша відстань між витоком і гирлом — 2,96 км, коефіцієнт звивистості річки — 1,09 . Формується багатьма безіменними струмками.

## Розташування
Бере початок в улоговині між горами Рувницею та Орловою. Тече переважно на південний схід через пансіонат Яшовець і у місті Устронь впадає у річку Віслу.

## Цікавий факт
- Річка протікає територією Сілезьких Бескидів.